# Castions di Strada
Castions di Strada là một đô thị ở tỉnh Udine trong vùng Friuli-Venezia Giulia thuộc Ý, có cự ly khoảng 60 km về phía tây bắc của Trieste và khoảng 20 km về phía nam của Udine. Tại thời điểm ngày 31 tháng 12 năm 2004, đô thị này có dân số 3.727 người và diện tích là 32,8 km².
Đô thị Castions di Strada có các frazione (đơn vị cấp dưới) Morsano di Strada.
Castions di Strada giáp các đô thị: Bicinicco, Carlino, Gonars, Mortegliano, Muzzana del Turgnano, Pocenia, Porpetto, San Giorgio di Nogaro, Talmassons.